# Phlogophilus
Phlogophilus là một chi chim trong họ Chim ruồi.